# Spermophilus
Spermophilus (echte grondeekhoorns) is het grootste geslacht van grondeekhoorns. De soorten van dit geslacht komen voor in Europa en Azië.
Grondeekhoorns kunnen soms ziektekiemen bij zich dragen die de mens kunnen besmetten, zoals pest, en kunnen schade veroorzaken door het ondertunnelen van behuizing. Hoewel ze kunnen klimmen zullen ze weinig tijd in bomen doorbrengen.

## Taxonomie
Het geslacht bleek in 2009 polyfyletisch ten opzichte van de antilopegrondeekhoorns (Ammospermophilus), prairiehonden (Cynomys) en marmotten (Marmota). Hierdoor werden er verschillende geslachten met Noord-Amerikaaanse soorten grondeekhoorns afgesplitst van dit geslacht, namelijk: Callospermophilus, Ictidomys, Otospermophilus, Notocitellus, Poliocitellus, Urocitellus en Xerospermophilus. Het geslacht Spermophilus omvat nu alleen alle Europese en Aziatische soorten grondeekhoorns (op 2 Urocitellus-soorten na, die ook in Azië voorkomen).

### Soorten
Er worden tegenwoordig 18 soorten tot het geslacht gerekend:
| - Spermophilus alashanicus - Spermophilus brevicauda - Spermophilus citellus – Siesel - Spermophilus dauricus – Daurische grondeekhoorn - Spermophilus erythrogenys - Spermophilus fulvus – Gele grondeekhoorn - Spermophilus major - Spermophilus musicus - Spermophilus nilkaensis | - Spermophilus odessanus - Spermophilus pallidicauda - Spermophilus pygmaeus – Dwerggrondeekhoorn - Spermophilus relictus - Spermophilus selevini - Spermophilus suslicus – Gevlekte soeslik - Spermophilus vorontsovi - Spermophilus taurensis - Spermophilus xanthoprymnus |